# 普布里乌斯·西鲁斯
普布里乌斯·西鲁斯（英語：Publilius Syrus），约活动于公元前1世纪前后。古罗马拉丁文格言作家之一，出生于叙利亚，后作为奴隶被掠往罗马城。他凭借自己的智慧和才能赢得了主人的青睐，而被释放。不久即开始文学创作，并闻名遐迩。他的作品现仅存残篇。

## 扩展阅读
- 本条目包含来自公有领域出版物的文本: Chisholm, Hugh (编).  (第11版). London: Cambridge University Press. 1911.